# Vittorio Liberatori
Vittorio Liberatori (Arezzo, 8 maggio 1940) è un politico italiano.

## Biografia
Funzionario pubblico del CAT, impegnato in politica con il Partito Socialista Italiano. 
Dagli anni '80 è consigliere comunale ad Arezzo, carica che lascia nel 1992, quando viene eletto al Senato della Repubblica con il PSI. A Palazzo Madama è membro dell'8ª Commissione permanente (Lavori pubblici, comunicazioni). Conclude il proprio mandato parlamentare nel 1994.